# 君のうた
君のうた（きみのうた）は、RYOEIの4thアルバム。2012年11月12日発売。発売元は、En・サプライズ。
今作はセルフプロデュースである。前アルバムはよしもとアール・アンド・シーから発売されたが、今作はEn・サプライズから発売されている。
過去に発売された『ばあちゃん』、『泣いてもいいですか』、『ひらり』、『てぃんがーら』をアレンジを変えて再レコーディングしている。

## 収録曲
1. 君のうた
  - 作詞/作曲：RYOEI
2. スターチス
  - 作詞/作曲：RYOEI
3. 泣いてもいいですか
  - 作詞：カシアス島田、作曲：RYOEI
4. 君に会いたくて
  - 作詞/作曲：RYOEI
5. ひらり
  - 作詞：カシアス島田、作曲：RYOEI
6. ばあちゃん
  - 作詞：島田洋七、作曲：RYOEI
7. 君に降る雨も
8. てぃんがーら
  - 作詞：カシアス島田、作曲：RYOEI
9. マーガレット
  - 作詞/作曲：RYOEI
10. I say good bye
  - 作詞/作曲：RYOEI